# E级墨尔本电车
E级电车是墨尔本电车系统最新型号的有轨电车，在2013年首次投入服务。E级电车由庞巴迪位于墨尔本丹德农的工厂制造，而推进系统和转向架来自庞巴迪在德国的工厂。
E级电车是由维多利亚公共交通（PTV）提出的电车采购项目（Tram Procurement Program）的一部分，项目通过引进新电车、创造新的电车停放空间并升级现有的基础设施，旨在提高电车网络的载客能力和可靠性。2010年9月州政府进行了首次订购，之后在2015年和2017年的追加订购使得E级订购的总数为80列。
第一列电车于2013年6月交付，在进行测试之后于2013年11月4日在96路电车上投入服务。截至2019年11月，83列E级电车正在运营中。

## 历史

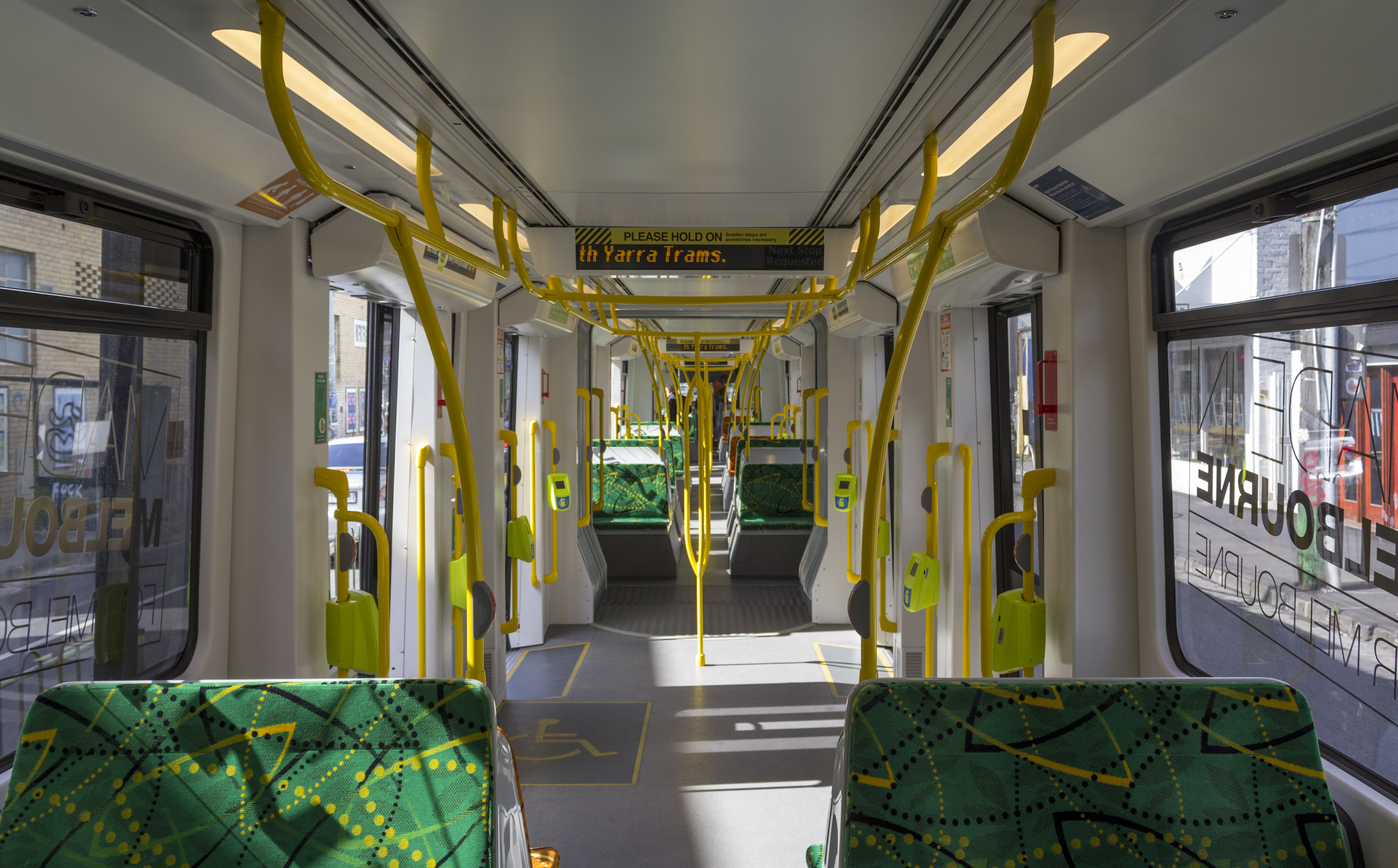
E级电车的内饰，摄于2013年

2009年7月，维多利亚州政府表示有兴趣建造50列新电车并启动了招标。招标规定电车需要是低地板设计以遵守《残疾歧视法》，此外合同中40%的部分需要是本地的内容，同时第一列电车需要在2012年投入服务。
2009年10月阿尔斯通和庞巴迪入围了最后的竞标，而在投标邀请书中指出项目需要最少25%的本地制造和在电车整个寿命周期中有50％的部件来自本地，同时整个项目预计可创造150个就业岗位。
庞巴迪在2010年9月赢得了价值3.03亿澳元的合同，包括50列龐巴迪Flexity Swift低地板电车和直至2017年的维护工作，合同同时也包括了未来100列电车的选择权。电车在庞巴迪位于丹德农的工厂生产，设计上则应用了来自本地的设计，包括美学设计由庞巴迪在布里斯班的工业设计团队负责，推进系统和转向架则分别来自庞巴迪在德国曼海姆和锡根的工厂。E级是15年来首次在澳大利亚生产的电车，也是1994年最后一列B级电车交付后墨尔本第一款本地生产的电车。
作为合同的一部分，庞巴迪制造了一个尺寸为实物三分之二大小的模型用于导入设计并且在2011年8月24日对外发布，这个模型之后也在2011年的墨尔本皇家展览会上展示。不过之后在2012年8月，庞巴迪宣布需要延迟七个月才能交付，因为设计的复杂程度减缓了生产速度。延迟后的E级将会于2013年投入运营，在2018年交付最后一列。
第一列E级电车在2013年6月28日抵达普雷斯顿停车场（Preston Depot）以进行最终测试，并在2013年7月1日公开亮相。测试在七月中旬开始，到了9月总共有两列E级在普雷斯顿进行非载客测试以准备在2013年年底投入服务。经过7个月的延迟后两列E级于2013年11月4日在96路的南岸停车场（Southbank Depot）揭幕后投入服务，而另外三列则在2014年1月投入服务。
由于新电车大量的电力需求，2014年7月雅拉电车表示需要建造更多的变电站以应付这一情况，相关工程已经完工。之后2015年5月州政府宣布追加订购20列电车，而在2017年5月又额外订购了10列。从2016年开始，E级在86路上投入服务。第一批E级电车的编号为E6001~E6050。 

### E2级电车
2017年3月维多利亚州政府宣布了E级在设计上的升级，重点在于改善安全，改进后的电车被称为E2级。E2级的设计是为了应对增加了五倍有关乘客在乘坐以及上下电车时受伤、上升了50%在搭乘时摔倒以及创八年来新高的人员受到严重伤害的情况。
重新设计中采取的措施有减少强光的射入以改进司机对道路的能见度以及为乘客增加额外的扶手，同时还有其他的一些变化。E2级和之前的E级最明显的区别在于外观，E2级驾驶室两侧的立柱尺寸相比E级明显缩小，这个改进使得司机的视野更加宽阔。E2级总共订购了20列，总价值2.74亿。同时之前生产的E级也进行了改装，增加了额外的扶手以及固定的拉手吊环。 对司机的主要改进则是因为涉及驾驶室的结构，除非重新安装驾驶室才能更改，所以在驾驶室两侧加装了摄像头，以扩大司机的视野。 另外部分E级则是由于意外损毁了车头，在修复时使用了新设计的车头，而又因为只有一侧的车头损毁，导致了这些电车两侧车头外观截然不同的奇特景象。 E2级的编号从E6051开始，截止2019年11月由于共有100列E级电车的订单，未来最高的编号将会是E6100。

## 设计
E和E2级长33.45米，宽2.65米，拥有三节车厢和四个转向架，基于庞巴迪Flexity Swift电车设计，是其中唯一100%低地板的型号。头尾车厢各拥有一个转向架，而中间的车厢则有两个。转向架被置于一个“轮子箱“（wheelbox）中，位于乘客座位的下方，使得电车的走道可以从头到尾保持低地板状态。电车安装了防滑地板、空调、自动音视频报站，可以搭载210名乘客。E级电车上安装了新式的Myki刷卡机，以提升刷卡时感应的速度。和原本的刷卡机不同，E级的刷卡机正面只有一块大屏幕，刷卡时只要把卡片贴在屏幕上即可，而原本的刷卡机的正面则分为屏幕和感应区两个部分。
在动力方面，其他型号长度相近的庞巴迪Flexity Swift电车拥有四个每个动力在120至150千瓦之间的电机，但E级则拥有六个功率85千瓦的电机，驱动四个转向架中的三个。

## 服务情况
截至2019年7月，E级只在11路、86路和96路上运行，但在有特别活动时会在其他线路上使用，如每年的澳网、墨尔本板球场有活动时、F1以及白夜节期间。E级被部署在96路的南岸停车场以及11路和86路的普雷斯顿停车场。其中96路几乎全部由E级服务，除了5列C2级主要于高峰时段服务以及偶尔会有A级在低谷服务外。11路和86路则是由E级和B2级混合服务，由于两者共用一个停车场，两线由E级服务的班次不定。2019年10月27日，州政府宣布将开始在58路上开始测试E级。

## 相关工程
作为E级电车采购隶属的项目，电车采购项目除了购买电车外还包括包括了升级96路、升级供电系统、改善其他低地板线路的无障碍情况以及重建普雷斯顿停车场和升级南岸停车场来存储和维护E级。这些作为E级接收前的先期工作的工程中，耗资2400万澳元的南岸停车场升级已经完成，并包括升级的维修和办公设施。96路也为E级进行升级，新建了一些无障碍车站以及改善车站的连接性，除此之外的改造还有进一步的电车和机动车路权分离以及提升电池在通过路口时的优先级。